# Stolon (zoologia)

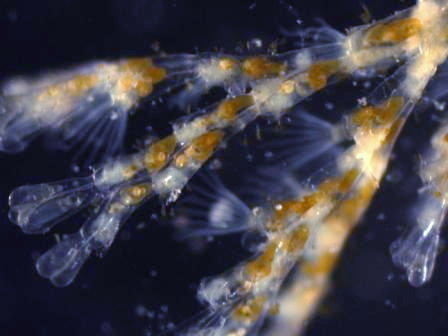
Kolonia stułbiopławów

Stolon (łac. stolo, stolonis – boczna gałąź) – odgałęzienie polipa u parzydełkowców mające kształt rurki, na której pączkują nowe moduły. W przypadku gąbek i mszywiołów stolonem nazywa się uproszczone do postaci rurki osobniki (zooidy) tworzące kolonie, także pączkujące w nowe osobniki.